# Mago Chiò
Francesco Grassi (Portoferraio, 1º marzo 1867 – Portoferraio, 18 giugno 1891) è stato un arrampicatore italiano, soprannominato Mago Chiò, Mago o Primo Mago.

## Biografia
Francesco Grassi nacque a Portoferraio da genitori emigrati dal Regno Lombardo-Veneto dopo l'unificazione italiana.
Affetto da disabilità intellettiva ed analfabeta, divenne noto sull'isola per le sue arrampicate a mani nude su edifici storici e pareti rocciose, dove scriveva con vernice bianca o rossa la propria firma «Mago Chiò» o «Chiò Mago», imparata a memoria. Fu attivo alle fortificazioni del Forte Stella, al Castello del Volterraio con la chiesetta di San Leonardo, al Santuario della Madonna delle Grazie, al Santuario della Madonna di Monserrato, alle fortificazioni di Porto Azzurro, al Santuario della Madonna del Monte, alla Fonte di Mezzo di Marciana, alla Fonte di Napoleone, alle rupi del Monte Capanne e del Monte Giove. Solo in seguito si spinse per altre ascensioni su monumenti storici di Pisa (la Torre), Firenze (la cupola del Duomo) e Bologna, dove si arrampicò sulla Torre degli Asinelli.
Il soprannome Mago Chiò ha tre possibili etimologie: da «chiodo» (in riferimento alle impegnative arrampicate); dal verso di alcuni corvi imperiali che il Grassi avrebbe udito in una radura del Monte Capanne; dall'arcaico termine chiò, che indica l'assiolo.
All'interno del Forte Falcone di Portoferraio, dove Francesco Grassi viveva, esistono tuttora alcune scritte murali a vernice rossa (tra cui «1° Chiò nato l'anno 1867») con le quali Giovanni Giani, un suo amico, gli insegnava a scrivere il soprannome «Mago Chiò».
Nel 1888 Francesco Grassi conobbe a Portoferraio il pittore Telemaco Signorini, che lo ritrasse in più dipinti e disegni tra il 1888 e il 1890. A riguardo del ritratto a figura intera, lo stesso Mago Chiò ebbe modo di dire al pittore, in una lettera sotto dettatura del 29 settembre 1890: «Ho parlato con Duchoqué e l'ho detto che lo salutavi e che venivi quaggiù; mi ha domandato come stavi di salute e l'ho detto che tu stavi bene e che mi avevi fatto il ritratto con le gambe e tutto».
Mago Chiò era senza fissa dimora ma si rifugiava all'interno del Forte Falcone; viveva di piccoli furti campestri, effettuati dopo essersi annunziato con lo squillo di una cornetta da bersagliere che portava con sé, vestito con un'uniforme composta da un corto colbacco nero e da una casacca bianca.
Morì suicida a Portoferraio il 18 giugno 1891, avvelenatosi con un infuso di zolfanelli a causa di un amore non corrisposto con una giovane popolana.

## Testimonianze letterarie
Nel 1902 scrisse Anna Franchi: «Molti conoscono la storia di quel povero deficiente a cui (Telemaco Signorini) era tanto affezionato, quel tipo originale che si chiamava Mago Chiò, e che su tutti i muri scriveva: 1° Mago Chiò. Questi, per rivedere il Signorini, si fece caricare tra il carbone su di un bastimento proveniente dalla Sardegna, e venne da Genova a Firenze a piedi».
Nel 1929 scrisse Pietro Pancrazi: «Chi fu Mago Chiò? Uno di quegli scervellati poveretti, cui nelle campagne dicono anche locchi o poeti; e gli era venuta la smania, la pazzia d'esser famoso. [...] Viveva di piccole rapine campestri, di furtarelli ai capanni, ma dovunque arrivasse, prima di rubare, si annunciava dando fiato a una vecchia tromba. I contadini lo lasciavano fare».
Nel 1938 scrisse Sandro Foresi: «Il Mago Chiò selvaggio e romantico, strano e stravagante, bizzarro e sornione nel tempo stesso, era una figura di primo piano per un fabulista fantasioso. [...] Camminava sempre a piedi nudi. [...] Aveva la mania di incastonare ogni tanto nei crepacci della roccia dei frammenti di specchio perché la gente - come le allodole - si accorgesse delle sue audacie».
Sul Mago Chiò scrisse un sonetto Gustavo De Sanctis, risalente al 1888:
Ardito sale ai culmini dei monti, s'arrampica alle mura screpolate e passa le lunghissime giornate in mezzo ai boschi o sotto i cupi ponti. Non v'è periglio che egli non affronti, né altezze che non abbia superate e le genti stupite e spaventate domina, come un re, dagli alti monti. Fischia, suona, disegna, fa dei versi, ride alle donne e scherza coi bambini; e dei malanni poi non sa dolersi. Si crede procreato da indovini, Chiò Mago si battezza; egli gli avversi fati non teme e né gli aspri destini.

La firma del Mago Chiò sul Forte Stella in una fotografia del 1922

## La lingua del Mago Chiò
«Appena m'avvidi de'carabigneri, presi il fugone a la via di San Giovanni, e loro dietro: ereno cinque o sei e si sparpagliorno subbito cercando di spìngemi verso le Saline. Corsemo un po' e ad un certo punto m'aveveno circondato da tutte le parte e, sartando da murello a murello, oramai èramo arivati a la Punta de la Rena e 'un c'era più murelli, c'era artro che 'r mare: déh, allora dovétteno crede d'avemmi preso, e 'nvece io mi buttai tutto vestito in dell'acqua e mi misi a notà verso 'l paese».